# قهرمانی هندبال مردان جهان ۲۰۱۹
قهرمانی هندبال مردان جهان ۲۰۱۹ بیست و ششمین دوره این رقابت‌ها بود که دهم تا بیست و هفتم ژانویه ۲۰۱۹ بیستم دی تا هفتم بهمن ۱۳۹۷ توسط IHF در دو کشور دانمارک و آلمان برگزار شد. این اولین باری بود که مسابقات در دو کشور برگزار شد.
برای اولین بار یک تیم از کره متحد در این مسابقات شرکت کرد.

## انتخاب میزبان
فدراسیون بین‌المللی هندبال برای انتخاب میزبان بین زوج دانمارک / آلمان و لهستان و زوج اسلواکی / مجارستان در تاریخ ۲۸ اکتبر ۲۰۱۳ (۶ آبان ۱۳۹۲ خورشیدی) زوج دانمارک / آلمان را برای میزبانی مسابقات جهانی ۲۰۱۹ انتخاب کرد.

## شکل برگزاری
شکل برگزاری مسابقات به فرمت سال ۲۰۱۱ برگشته است. ۲۴ تیم در ۴ گروه شش تیمی با هم رقابت می‌کنند و از هر گروه تیم‌های اول تا سوم به دور بعد صعود می‌کنند و تیم‌های چهارم تا ششم به مسابقات رده‌های ۱۳ تا ۲۴ می‌روند.

## ورزشگاه‌ها
ظرفیت تمام ورزشگاه‌های این مسابقات بیش از ۱۰۰۰۰ صندلی بود. دیدار نهایی در ورزشگاه Jyske Bank Boxen در شهر هرنینگ دانمارک برگزار شد.
| کپنهاگن         | کپنهاگن         | هرنینگ           | هرنینگ                 | برلین                  | برلین                  |
| --------------- | --------------- | ---------------- | ---------------------- | ---------------------- | ---------------------- |
| Royal Arena     | Royal Arena     | Jyske Bank Boxen | Jyske Bank Boxen       | Mercedes-Benz Arena    | Mercedes-Benz Arena    |
| ظرفیت: ۱۳،۰۰۰   | ظرفیت: ۱۳،۰۰۰   | ظرفیت: ۱۵،۰۰۰    | ظرفیت: ۱۵،۰۰۰          | ظرفیت: ۱۷،۰۰۰          | ظرفیت: ۱۷،۰۰۰          |
|                 |                 |                  |                        |                        |                        |
| هرنینگکپنهاگن · | هرنینگکپنهاگن · | هرنینگکپنهاگن ·  | هامبورگبرلینمونیخکلن · | هامبورگبرلینمونیخکلن · | هامبورگبرلینمونیخکلن · |
| کلن             | کلن             | مونیخ            | مونیخ                  | هامبورگ                | هامبورگ                |
| Lanxess Arena   | Lanxess Arena   | Olympiahalle     | Olympiahalle           | Barclaycard Arena      | Barclaycard Arena      |
| ظرفیت: ۲۰،۰۰۰   | ظرفیت: ۲۰،۰۰۰   | ظرفیت: ۱۵،۵۰۰    | ظرفیت: ۱۵،۵۰۰          | ظرفیت: ۱۶،۰۰۰          | ظرفیت: ۱۶،۰۰۰          |
|                 |                 |                  |                        |                        |                        |

## مرحلۀ انتخابی
| رویداد              | تاریخ                      | تعداد | صلاحیت                                                                             |
| ------------------- | -------------------------- | ----- | ---------------------------------------------------------------------------------- |
| کشور میزبان         | ۲۸ اکتبر ۲۰۱۳              | ۲     | دانمارک · آلمان                                                                    |
| قهرمانی جهان ۲۰۱۷   | ۱۱-۲۹ ژانویه ۲۰۱۷          | ۱     | فرانسه                                                                             |
| قهرمانی اروپا ۲۰۱۸  | ۱۲-۲۸ ژانویه ۲۰۱۸          | ۱     | اسپانیا                                                                            |
| قهرمانی آفریقا ۲۰۱۸ | ۱۷-۲۷ ژانویه ۲۰۱۸          | ۳     | آنگولا · مصر · تونس                                                                |
| قهرمانی آسیا ۲۰۱۸   | ۱۸-۲۸ ژانویه ۲۰۱۸          | ۴     | بحرین · قطر · عربستان سعودی · کرهٔ جنوبی                                            |
| انتخابی منطقۀ اروپا | ۲۵ اکتبر ۲۰۱۷-۱۴ ژوئن ۲۰۱۸ | ۹     | اتریش · کرواسی · مجارستان · ایسلند · مقدونیه شمالی · نروژ · روسیه · صربستان · سوئد |
| قهرمانی آفریقا      | ۱۶-۲۴ ژوئن ۲۰۱۸            | ۳     | آرژانتین · برزیل · شیلی                                                            |
| وایلد کارت          | ۹ می ۲۰۱۸- ۱۰ اکتبر ۲۰۱۸   | ۲     | ژاپن · کره (کشور)                                                                  |

### تیم‌های راه‌یافته
| کشور          | صعود به‌عنوان                                   | تاریخ صعود     | سابقۀ حضور در مسابقات قهرمانی جهان 1 |
| ------------- | ---------------------------------------------- | -------------- | --- |
| دانمارک       | میزبان                                         | ۲۸ اکتبر ۲۰۱۳  | ۲۲ (1938, 1954, 1958, 1961, 1964, 1967, 1970, 1974, 1978, 1982, 1986, 1993, 1995, 1999, 2003, 2005, 2007, 2009, 2011, 2013, 2015, 2017)       |
| آلمان         | میزبان                                         | ۲۸ اکتبر ۲۰۱۳  | 23 (1938, 1954, 1958, 1961, 1964, 1967, 1970, 1974, 1978, 1982, 1986, 1993, 1995, 1999, 2001, 2003, 2005, 2007, 2009, 2011, 2013, 2015, 2017) |
| فرانسه        | قهرمان جهان                                    | ۲۹ ژانویه ۲۰۱۷ | ۲۱ (1954, 1958 ,1961, 1964, 1967, 1970, 1978, 1990, 1993, 1995, 1997, 1999, 2001, 2003, 2005, 2007, 2009, 2011, 2013, 2015, 2017)             |
| عربستان سعودی | راه‌یافته به نیمه‌نهایی قهرمانی آسیا ۲۰۱۸        | ۲۳ ژانویه ۲۰۱۸ | ۸ (1997, 1999, 2001, 2003, 2009, 2013, 2015, 2017)                                                                                            |
| قطر           | راه‌یافته به نیمه‌نهایی قهرمانی آسیا ۲۰۱۸        | ۲۳ ژانویه ۲۰۱۸ | ۶ (2003, 2005, 2007, 2013, 2015, 2017) |
| کرهٔ جنوبی     | راه‌یافته به نیمه‌نهایی قهرمانی آسیا ۲۰۱۸        | ۲۳ ژانویه ۲۰۱۸ | ۱۱ (1986, 1990, 1993, 1995, 1997, 1999, 2001, 2007, 2009, 2011, 2013)                                                                         |
| بحرین         | راه‌یافته به نیمه‌نهایی قهرمانی آسیا ۲۰۱۸        | ۲۴ ژانویه ۲۰۱۸ | ۲ (2011, 2017) |
| تونس          | راه‌یافته به دیدار نهایی قهرمانی آفریقا ۲۰۱۸    | ۲۵ ژانویه ۲۰۱۸ | ۱۳ (1967, 1995, 1997, 1999, 2001, 2003, 2005, 2007, 2009, 2011, 2013, 2015, 2017)                                                             |
| مصر           | راه‌یافته به دیدار نهایی قهرمانی آسیا ۲۰۱۸      | ۲۵ ژانویه ۲۰۱۸ | ۱۴ (1964, 1993, 1995, 1997, 1999, 2001, 2003, 2005, 2007, 2009, 2011, 2013, 2015, 2017)                                                       |
| آنگولا        | عنوان سوم قهرمانی آفریقا ۲۰۱۸                  | ۲۷ ژانویه ۲۰۱۸ | ۳ (2005, 2007, 2017) |
| اسپانیا       | قهرمان قهرمانی اروپا ۲۰۱۸                      | ۲۸ ژانویه ۲۰۱۸ | ۱۹ (1958, 1974, 1978, 1982, 1986, 1990, 1993, 1995, 1997, 1999, 2001, 2003, 2005, 2007, 2009, 2011, 2013, 2015, 2017)                         |
| ژاپن          | وایلد کارت                                     | ۹ می ۲۰۱۸      | ۱۴ (1961, 1964, 1967, 1970, 1974, 1978, 1982, 1990, 1995, 1997, 2005, 2011, 2017)                                                             |
| روسیه         | انتخابی منطقۀ اروپا                            | ۱۲ ژوئن ۲۰۱۸   | ۱۲ (1993, 1995, 1997, 1999, 2001, 2003, 2005, 2007, 2009, 2013, 2015, 2017)                                                                   |
| نروژ          | انتخابی منطقۀ اروپا                            | ۱۲ ژوئن ۲۰۱۸   | ۱۴ (1958, 1961, 1964, 1967, 1970, 1993, 1997, 1999, 2001, 2005, 2007, 2009, 2011, 2017)                                                       |
| مقدونیه شمالی | انتخابی منطقۀ اروپا                            | ۱۳ ژوئن ۲۰۱۸   | ۵ (1999, 2009, 2013, 2015, 2017) |
| مجارستان      | انتخابی منطقۀ اروپا                            | ۱۳ ژوئن ۲۰۱۸   | ۱۹ (1958, 1964, 1967, 1970, 1974, 1978, 1982, 1986, 1990, 1993, 1995, 1997, 1999, 2003, 2007, 2009, 2011, 2013, 2017)                         |
| سوئد          | انتخابی منطقۀ اروپا                            | ۱۳ ژوئن ۲۰۱۸   | ۲۳ (1938, 1954, 1958, 1961, 1964, 1967, 1970, 1974, 1978, 1982, 1986, 1990, 1993, 1995, 1997, 1999, 2001, 2003, 2005, 2009, 2011, 2015, 2017) |
| اتریش         | انتخابی منطقۀ اروپا                            | ۱۳ ژوئن ۲۰۱۸   | ۵ (1938, 1958, 1993, 2011, 2015) |
| ایسلند        | انتخابی منطقۀ اروپا                            | ۱۳ ژوئن ۲۰۱۸   | ۱۹ (1958, 1961, 1964, 1970, 1974, 1978, 1986, 1990, 1993, 1995, 1997, 2001, 2003, 2005, 2007, 2011, 2013, 2015, 2017)                         |
| کرواسی        | انتخابی منطقۀ اروپا                            | ۱۴ ژوئن ۲۰۱۸   | ۱۲ (1995, 1997, 1999, 2001, 2003, 2005, 2007, 2009, 2011, 2013, 2015, 2017)                                                                   |
| صربستان       | انتخابی منطقۀ اروپا                            | ۱۴ ژوئن ۲۰۱۸   | ۳ ( 2009, 2011, 2013) |
| برزیل         | راه‌یافته به دیدار نهایی قهرمانی پان‌آمریکن ۲۰۱۸ | ۲۳ ژوئن ۲۰۱۸   | ۱۳ (1958, 1995, 1997, 1999, 2001, 2003, 2005, 2007, 2009, 2011, 2013, 2015, 2017)                                                             |
| آرژانتین      | راه‌یافته به دیدار نهایی قهرمانی پان‌‌‌آمریکن ۲۰۱۸ | ۲۳ ژوئن ۲۰۱۸   | ۱۱ (1997, 1999, 2001, 2003, 2005, 2007, 2009, 2011, 2013, 2015, 2017)                                                                         |
| شیلی          | عنوان سوم قهرمانی پان‌آمریکن ۲۰۱۸               | ۲۴ ژوئن ۲۰۱۸   | ۴ (2011, 2013, 2015, 2017) |
| کره (کشور)    | وایلد کارت2                                    | ۱۰ اکتبر ۲۰۱۸  | ۰ (نخستین حضور) |

1 سال‌های نمایش داده شده به صورت پر رنگ نشانگر قهرمانی تیم در مسابقات آن دوره می‌باشد.
2 تیم‌های کره‌شمالی و کره‌جنوبی با دعوت و رضایت فدراسیون جهانی در قالب تیم مشترک در این مسابقات حضور داشتند. کره جنوبی تاکنون ۱۱ بار در مسابقات قهرمانی هندبال مردان جهان حضور داشته است و این‌بار هم توانسته بود به عنوان تیم راه‌یافته به نیمه‌نهایی قهرمانی آسیا ۲۰۱۸ جواز حضور در قهرمانی جهان را بگیرد.(1986, 1990, 1993, 1995, 1997, 1999, 2001, 2007, 2009, 2011, 2013)

## داوران
داوران این مسابقات در تاریخ ۲۵ اکتبر انتخاب شدند.
| داوران        | داوران                                    |
| ------------- | ----------------------------------------- |
| آرژانتین      | Julian Grillo Sebastián Lenci             |
| کرواسی        | Matija Gubica Boris Milošević             |
| جمهوری چک     | Václav Horáček Jiří Novotný               |
| دانمارک       | Martin Gjeding Mads Hansen                |
| فرانسه        | Karim Gasmi Raouf Gasmi                   |
| آلمان         | Robert Schulze Tobias Tönnies             |
| ایران         | Majid Kolahdouzan Alireza Mousaviannazhad |
| مقدونیه شمالی | Gjorgji Nachevski Slave Nikolov           |

| داوران    | داوران                            |
| --------- | --------------------------------- |
| مونته‌نگرو | Ivan Pavićević Miloš Ražnatović   |
| نروژ      | Håvard Kleven Lars Jørum          |
| پرتغال    | Duarte Santos Ricardo Fonseca     |
| اسلوونی   | Bojan Lah David Sok               |
| اسپانیا   | Óscar López Ángel Ramírez         |
| سوئد      | Mirza Kurtagic Mattias Wetterwik  |
| سوئیس     | Arthur Brunner Morad Salah        |
| تونس      | Ismail Boualloucha Ramzi Khenissi |

## مرحله دوم
در مرحله دوم گروه‌های A,B با هم ترکیب می‌شوند و گروه I را تشکیل می‌دهند گروه‌های C,D هم گروه II را تشکیل می‌دهند. البته در این مرحله امتیازات دور اول نیز محاسبه می‌شود در این مرحله تیم‌های اول و دوم هر گروه به دور بعد صعود می‌کنند

## مرحله پایانی
در مسابقات نیمه نهایی تیم اول گروه I با تیم دوم گروه II و تیم اول گروه II با تیم دوم گروه I رقابت می‌کند. بازنده‌ها راهی دیدار رده‌بندی می‌شوند و دو تیم برنده نیز دیدار فینال را برگزار می‌کنند تا تکلیف قهرمان مشخص شود.